# A Matter of the Beast
A Matter of the Beast är den artonde turnén av den brittiska heavy metalgruppen Iron Maiden. Turnén startade i Slovenien den 2 juni 2007 och avslutades i Belgien den 23 juni samma år. Den 8 maj tillkännagav bandet namnet på turnén och att det skulle bli en hyllning till deras album The Number of the Beast som firade 25-årsjubileum. Samtidigt firade de även sina framgångar med det senaste albumet A Matter of Life and Death. Bandet spelade fem låtar från vardera albumen samt några andra av favoriterna.
Under turnén spelade Iron Maiden som huvudband på den stora rockfestivalen Download Festival i engelska Castle Donington. Detta har de gjort två gånger tidigare. Konserten sändes live som stream över Internet. Under spelningen berättade Bruce Dickinson att konserten filmades för en dvd.

## Spellista
1. Different World
2. These Colours Don't Run
3. Brighter Than A Thousand Suns
4. Wrathchild
5. The Trooper
6. Children of The Damned
7. The Reincarnation of Benjamin Breeg
8. For The Greater Good of God
9. The Number of the Beast
10. Fear of the Dark
11. Run To The Hills
12. Iron Maiden
13. 2 Minutes To Midnight
14. The Evil That Men Do
15. Hallowed Be Thy Name

## Banduppsättning
- Steve Harris - bas
- Bruce Dickinson sång
- Dave Murray - gitarr
- Adrian Smith - gitarr
- Janick Gers - gitarr
- Nicko McBrain - trummor